# مومبرچلی
مومبرچلی (به ایتالیایی: Mombercelli) یک کومونه در ایتالیا است که در استان آسته واقع شده‌است.

## خصوصیات
مومبرچلی ۱۴٫۲ کیلومترمربع مساحت و ۲٬۲۷۴ نفر جمعیت دارد.